# Lepidosaphes janguai
Lepidosaphes janguai är en insektsart som beskrevs av Alfred Serge Balachowsky 1954. Lepidosaphes janguai ingår i släktet Lepidosaphes och familjen pansarsköldlöss. Inga underarter finns listade i Catalogue of Life.